# 5Э66
5Э66 — советская военная многопроцессорная суперЭВМ, использующая систему остаточных классов.

## Описание
Создана в 1972 году под руководством М. А. Карцева. По оценкам Института прикладной математики АН СССР значительно превосходила современные ей советские ЭВМ, такие как БЭСМ-6, ЕС-1060, Эльбрус-1. Из ЭВМ 5Э66 и 5Э71-5Э73 был создан и находился в постоянной круглосуточной эксплуатации крупнейший в стране многомашинный комплекс, в котором по единому алгоритму работали 76 ЭВМ, соединённых каналами передачи данных длиной в десятки тысяч километров.